# 忍者兵
《忍者兵》，是1997年上映的臺灣喜劇電影，延平影業出品，中國星集團發行。朱延平為出品人兼導演，1998年行政院新聞局國片製作輔導金入選影片。劇情與角色編排近似《忍者乱太郎》。

## 劇情
新學期又要開始了，最特別有趣的忍者學園，正在招收新生，富家子郝少文（郝劭文飾），少林子弟釋小寶（釋小寶飾）及從小無父無母的周任瑩（任瑩飾），這三個身份背景各不相同的小朋友，為了追求幸福，決定學習忍術。幾個學生跟隨一元老師（吳孟達飾）學忍術，老師教的糊塗，學生學的滑稽，發生了無數的趣事。隨後出現超猛忍者及綁架大將，最後因學園的暗號發現毒竹派臥底。

## 演員
| 演員   | 角色     | 备注             |
| 郝劭文 | 好笑文   | 忍者學園學兵     |
| 曹哲遠 | 丑妹     | 忍者學園學兵     |
| 釋小寶 | 釋小寶   | 忍者學園學兵     |
| 吳孟達 | 一元老師 | 忍者學園教師     |
| 林小樓 | 二次老師 | 忍者學園教師     |
| 張立威 | 超猛忍者 |                  |
| 翁虹   | 毒魔女   | 毒竹派大頭目     |
| 黃一飛 | 園長     | 忍者學園園長     |
| 許效舜 | 綁架大將 |                  |
| 李健仁 | 食堂婆婆 | 忍者學園廚房阿姨 |
| 劉洵   | 蛇頭怪   | 毒竹派忍者       |